# Katarzynki
Katarzynki – polski zwyczaj świąteczny, obchodzony przez kawalerów odpowiednik andrzejek. Katarzynki były obchodzone w nocy z 24/25 listopada, tj. w wigilię św. Katarzyny Aleksandryjskiej, w tym czasie odbywały się wróżby matrymonialne młodych mężczyzn dotyczące ożenku i poszukiwania partnerki, wróżby te były głównie związane ze snami.
W kościołach chrześcijańskich obrzęd katarzynek odbywa się w niedzielę poprzedzającą 29 listopada.
Święta Katarzyna to patronka cnotliwych kawalerów, którzy pragną poznać pannę i w przyszłości wejść w szczęśliwy związek małżeński. Największe nasilenie kultu świętej przypadło na okres średniowiecza.

## Historia
Pochodzenie zwyczaju katarzynek nie jest do końca znane, jednak większość źródeł łączy je z wigilią św. Katarzyny, która jest patronką m.in. cnotliwych kawalerów, którzy pragną poznać pannę i w przyszłości wejść w szczęśliwy związek małżeński. Zwyczaj celebrowania Katarzynek (obok andrzejek) cieszył się największą popularnością w XVIII i XIX wieku na wsiach kiedy ustawały prace w polu. Wróżby na katarzynki nie były jednak traktowane przez młodych mężczyzn zbyt poważnie - stanowiły bardziej okazję do spotkań i beztroskiej zabawy, co było konsekwencją ówczesnej tradycji i kultury - to do mężczyzny lub jego rodziny należała inicjatywa poszukiwania i wyboru żony przez co wróżby mające przewidywać przyszłość, na którą mieli spory wpływ nie były dla nich aż tak ważne.
Z czasem katarzynki zostały wyparte przez bardziej popularne andrzejki, które z czasem z święta przewidzianego wyłącznie dla niezamężnych dziewcząt stały się ogólną zabawą dla obojga płci.

## Wybrane wróżby i wierzenia ludowe
- Kawalerowie przed wszelkimi wróżbami zgodnie recytowali wierszyk ku pomyślności wróżb:

Hej! Kasiu, Katarzynko
Gdzie szukać cię dziewczynko
Wróżby o ciebie zapytam
Czekaj – wkrótce zawitam
Bawmy się więc w Katarzyny
Szukajcie chłopaki dziewczyny
Zapytać więc trzeba wróżby
A nuż potrzebne już drużby
- W noc świętej Katarzyny pod poduszką są dziewczyny – to porzekadło towarzyszyło wkładaniu pod poduszkę dziewczęcych przedmiotów, części garderoby czy ptasiego pióra mających sprowadzić proroczy sen o przyszłej narzeczonej, bądź karteczek z pierwszymi literami imion lub całymi żeńskimi imionami, które zaraz po przebudzeniu miały być wylosowane. Towarzyszyć temu mógł wierszyk:

Wskaż proszę wróżbo wybrankę
Żonę i przyszłą kochankę
Wyciągam karteczki cztery
Są jej imienia litery
- Wróżenie z kubków polegało na losowaniu ukrytych pod nimi przedmiotów symbolizujących ożenek (np. obrączka), przypływ majątku (np. monety), dobrą pracę (zboże), chwilowy zastój (pusty kubek). Losowaniu towarzyszyć może wierszyk:

Kasiu daj znać, co się będzie ze mną dziać.